# EurovisionAgain
 (août 2024).
Si vous disposez d'ouvrages ou d'articles de référence ou si vous connaissez des sites web de qualité traitant du thème abordé ici, merci de compléter l'article en donnant les références utiles à sa vérifiabilité et en les liant à la section « Notes et références ».
Eurovision Again, stylisé #Eurovision Again, est un show de rediffusion d'anciens Concours Eurovision de la chanson sur YouTube. Le fondateur est Rob Holley.

## Histoire
C'est le 21 mars 2020, date du premier Eurovision Again, que les fans et téléspectateurs ont pu revenir sur le Concours Eurovision de la chanson 2013, qui s'est déroulé à Malmö, en Suède.
Les prix comme Mermaids, Terrence Hinggins Trust et Stonewall sont remis par un budget pour les droits de diffusions à l'Eurovision sur la chaîne YouTube officielle.
Le 17 mai 2020, exceptionnellement un dimanche soir, pour cause d'Eurovision: Europe Shine a Light, les fans et téléspectateurs ont pu revoir le Concours Eurovision de la chanson 1974 à Brighton, au Royaume-Uni.
Le 27 juin 2020, Eurovision Again et Rob Holley, fondateur, annonce que les rediffusions d'anciens Concours Eurovision de la chanson, seront diffusées les troisièmes samedis du mois, à l’exception jusqu'au mois de décembre, si l'Albanie confirme sa participation avec la sélection nationale albanaise, le Festivali I Këngës, pour le Concours 2021.
Le 19 décembre 2020, une spéciale demi-finales est diffusée, avec un récapitulatif des vingt-six non-qualifiées des demi-finales depuis 2004.
Le 19 juin 2021, Eurovision Again revient pour une Saison 3 diffusée pour les finales jusqu'au 20 novembre 2021. à l’exception des sélections nationales et le Concours Eurovision de la chanson junior 2021.

## Liste des Rediffusions d'Anciens Show

### Saison 1
La Saison 1 est diffusée du 21 mars au 27 juin 2020. Exceptionnellement, la rediffusion est diffusée un dimanche, le 17 mai 2020, pour cause d'Eurovision: Europe Shine a Light.
| Date          | Ville      | Pays        | Année | Gagnant original                                                            | Gagnant Eurovision Again                                  |
| ------------- | ---------- | ----------- | ----- | --------------------------------------------------------------------------- | --------------------------------------------------------- |
| 21 mars 2020  | Malmö      | Suède       | 2013  | Only Teardrops, par Emmelie de Forest pour le Danemark                      | Pas de vote                                               |
| 28 mars 2020  | Athènes    | Grèce       | 2006  | Hard Rock Hallujah, par le groupe Lordi pour la Finlande                    | Invincible, par Carola pour la Suède                      |
| 4 avril 2020  | Moscou     | Russie      | 2009  | Fairytale, par Alexander Rybak pour la Norvège                              | Même gagnant                                              |
| 11 avril 2020 | Vienne     | Autriche    | 2015  | Heroes, par Måns Zelmerlöw pour la Suède                                    | Même gagnant                                              |
| 18 avril 2020 | Dublin     | Irlande     | 1997  | Love Shine a Light, par le groupe Katrina and the Waves pour le Royaume-Uni | Même gagnant                                              |
| 25 avril 2020 | Helsinki   | Finlande    | 2007  | Molitva, par Marija Šerifović pour la Serbie                                | Dancing Lasha Tumbai, par Verka Serduchka pour l' Ukraine |
| 2 mai 2020    | Stockholm  | Suède       | 2016  | 1944, par Jamala pour l' Ukraine                                            | Sound of silence, par Dami Im pour l' Australie           |
| 9 mai 2020    | Birmingham | Royaume-Uni | 1998  | Diva, par Dana International pour Israël                                    | Même gagnant                                              |
| 17 mai 2020   | Brighton   | Royaume-Uni | 1974  | Waterloo, par le groupe ABBA pour la Suède                                  | Même gagnant                                              |
| 23 mai 2020   | Riga       | Lettonie    | 2003  | Everyway That I Can, par Sertab Erener pour la Turquie                      | Même gagnant                                              |
| 30 mai 2020   | Rome       | Italie      | 1991  | Fångad av en stormvind, par Carola pour la Suède                            | Même gagnant                                              |
| 6 juin 2020   | Lisbonne   | Portugal    | 2018  | Toy, par Netta pour Israël                                                  | Fuego, par Eleni Fourreira pour la Chypre                 |
| 13 juin 2020  | Dublin     | Irlande     | 1988  | Ne partez pas sans moi, par Céline Dion pour la Suisse                      | Même gagnant                                              |
| 20 juin 2020  | Belgrade   | Serbie      | 2008  | Believe, par Dima Bilan pour la Russie                                      | Shady Lady, par Ani Lorak pour l' Ukraine                 |
| 27 juin 2020  | Copenhague | Danemark    | 2014  | Rise Like a Phoenix, par Conchita Wurst pour l' Autriche                    | Même gagnant                                              |

### Saison 2
La Saison 2 est diffusée du 18 juillet au 21 novembre 2020, avec une spécial demi-finales proposée le 19 décembre 2020.
| Date                                     | Ville | Pays | Année                                                                           | Gagnant original                                                              | Gagnant Eurovision Again                            |
| ---------------------------------------- | --- | --- | ------------------------------------------------------------------------------- | ----------------------------------------------------------------------------- | --------------------------------------------------- |
| 18 juillet 2020                          | Jérusalem | Israël | 1999                                                                            | Take Me to Your Heaven, par Charlotte Nilsson pour la Suède                   | Même gagnant                                        |
| 15 août 2020                             | Göteborg | Suède | 1985                                                                            | La det swinge, par le groupe Bobbysocks pour la Norvège                       | Même gagnant                                        |
| 19 septembre 2020                        | Kiev | Ukraine | 2005                                                                            | My Number One, par Helena Paparizou pour la Grèce                             | Même gagnant                                        |
| 17 octobre 2020                          | La Haye | Pays-Bas | 1976                                                                            | Save Your Kisses for Me, par le groupe Brotherhood of Man pour le Royaume-Uni | Même gagnant                                        |
| 21 novembre 2020                         | Zagreb | Yougoslavie | 1990                                                                            | Insieme: 1992, par Toto Cutugno pour l' Italie                                | Hajde da ludujemo, par Tajči pour la Yougoslavie    |
| 19 décembre 2020 (Spéciale Demi-Finales) | Düsseldorf Kiev Moscou Helsinki Vienne Malmö Tel-Aviv Athènes Lisbonne Oslo Copenhague Stockholm Istanbul Belgrade Bakou | Allemagne Ukraine Russie Finlande Autriche Suède Israël Grèce Portugal Norvège Danemark Turquie Serbie Azerbaïdjan | 2011 2017 2009 2005 2007 2015 2013 2019 2006 2018 2010 2014 2016 2004 2008 2012 | NC                                                                            | Hear Them Calling, par Greta Salóme pour l' Islande |

### Saison 3
La Saison 3 est diffusée du 19 juin au 20 novembre 2021.
| Date              | Ville    | Pays        | Année | Gagnant original | Gagnant Eurovision Again                  |
| ----------------- | -------- | ----------- | ----- | --- | ----------------------------------------- |
| 19 juin 2021      | Madrid   | Espagne     | 1969  | Vivo cantando, par Salomé pour l' Espagne Boom Bang-a-Bang, par Lulu pour le Royaume-Uni De troubadour, par Lenny Kuhr pour les Pays-Bas Un jour, un enfant, par Frida Boccara pour la France | Vivo cantando, par Salomé pour l' Espagne |
| 17 juillet 2021   | La Haye  | Pays-Bas    | 1980  | What's Another Year, par Johnny Logan pour l' Irlande | Même gagnant                              |
| 21 août 2021      | Malmö    | Suède       | 1992  | Why Me?, par Linda Martin pour l' Irlande | Rapsodia, par Mia Martini pour l' Italie  |
| 18 septembre 2021 | Londres  | Royaume-Uni | 1968  | La, la, la, par Massiel pour l' Espagne | Même gagnant                              |
| 16 octobre 2021   | Bakou    | Azerbaïdjan | 2012  | Euphoria, par Loreen pour la Suède | Même gagnant                              |
| 20 novembre 2021  | Istanbul | Turquie     | 2004  | Wild Dances, par Ruslana pour l' Ukraine | Même gagnant                              |

### Spéciale Demi-finales
Une spéciale demi-finales est diffusée le 19 décembre 2020. Les 26 pays non-qualifiées sont :
| Ordre | Année | Ville      | Pays        | Artiste                            | Chanson                 | Langue             | Place | Points | Processus de Sélections                                    | Date                                                 |
| ----- | ----- | ---------- | ----------- | ---------------------------------- | ----------------------- | ------------------ | ----- | ------ | ---------------------------------------------------------- | ---------------------------------------------------- |
| 01    | 2011  | Düsseldorf | Norvège     | Stella Mwangi                      | Haba Haba               | Anglais, swahili   | 16    | 14111  | Melodi Grand Prix 2011                                     | 12 février 2011                                      |
| 02    | 2017  | Kiev       | Estonie     | Koit Toome et Laura                | Verona                  | Anglais            | 06    | 21072  | Eesti Laul 2017                                            | 4 mars 2017                                          |
| 03    | 2009  | Moscou     | Biélorussie | Petr Elfimov                       | Eyes That Never Lie     | Anglais            | 25    | 4710   | Eurofest 2009                                              | 19 janvier 2009                                      |
| 04    | 2011  | Düsseldorf | Bulgarie    | Poli Guénova                       | Na inat (На инат)       | Bulgare            | 11    | 18620  | Evroviziya 2011                                            | 23 février 2011                                      |
| 05    | 2005  | Kiev       | Slovénie    | Omar Naber                         | Stop                    | Slovène            | 24    | 6686   | EMA 2005                                                   | 6 février 2005                                       |
| 06    | 2007  | Helsinki   | Pays-Bas    | Edsilia Rombley                    | On Top of the World     | Anglais            | 22    | 8432   | Sélection interne (artiste) Mooi! Weer De Leeuw (chanson)  | 16 décembre 2006 (artiste) 11 février 2007 (chanson) |
| 07    | 2015  | Vienne     | Moldavie    | Eduard Romanyuta                   | I Want Your Love        | Anglais            | 20    | 9226   | O Melodi Penetru Europa 2015                               | 28 février 2015                                      |
| 08    | 2017  | Kiev       | Finlande    | Norma John                         | Blackbird               | Anglais            | 03    | 26775  | Uuden Musiikin Kilpailu 2017                               | 28 janvier 2017                                      |
| 09    | 2013  | Malmö      | Saint-Marin | Valentina Monetta                  | Crisalide (Vola)        | Italien            | 08    | 20841  | Sélection interne                                          | 30 janvier 2013 (artiste) 15 mars 2013 (chanson)     |
| 10    | 2019  | Tel-Aviv   | Roumanie    | Ester Peony                        | On a Sunday             | Anglais            | 14    | 15618  | Selecția Națională 2019                                    | 17 février 2019                                      |
| 11    | 2006  | Athènes    | Monaco      | Séverine Ferrer                    | La coco-dance           | Français, tahitien | 26    | 3502   | Sélection interne                                          | 2006                                                 |
| 12    | 2018  | Lisbonne   | Grèce       | Yiánna Terzí                       | Óniró mou (Όνειρό μου)  | Grec               | 09    | 20657  | Sélection interne                                          | 16 février 2018                                      |
| 13    | 2007  | Helsinki   | Danemark    | DQ                                 | Drama Queen             | Anglais            | 21    | 9120   | Dansk Melodi Grand Prix 2007                               | 10 février 2007                                      |
| 14    | 2019  | Tel-Aviv   | Pologne     | Tulia                              | Fire of Love (Pali się) | Polonais, anglais  | 17    | 13520  | Sélection interne                                          | 15 février 2019                                      |
| 15    | 2018  | Lisbonne   | Suisse      | Zibbz                              | Stones                  | Anglais            | 02    | 26916  | ESC 2018 – Die Entscheidungsshow                           | 4 février 2018                                       |
| 16    | 2017  | Kiev       | Macédoine   | Jana Burčeska                      | Dance Alone             | Anglais            | 12    | 17542  | Sélection interne                                          | 21 novembre 2016 (artiste) 10 mars 2017 (chanson)    |
| 17    | 2015  | Vienne     | Irlande     | Molly Sterling                     | Playing with Numbers    | Anglais            | 15    | 14585  | Eurosong 2015                                              | 27 février 2015                                      |
| 18    | 2013  | Malmö      | Monténégro  | Who See et Nina Žižić              | Igranka                 | Monténégrin        | 13    | 15631  | Sélection interne                                          | 20 décembre 2012 (artistes) 14 mars 2013 (chanson)   |
| 19    | 2010  | Oslo       | Croatie     | Feminnem                           | Lako je sve             | Croate             | 23    | 7616   | Dora 2010                                                  | 6 mars 2010                                          |
| 20    | 2007  | Helsinki   | Andorre     | Anonymous                          | Salvem al món           | Catalan, anglais   | 19    | 10987  | Projecte Eurovisió (Sélection interne)                     | 15 janvier 2007 (artistes) 1er mars 2007 (chanson)   |
| 21    | 2014  | Copenhague | Israël      | Mei Feingold                       | Same Heart              | Hébreu, anglais    | 05    | 22025  | Sélection interne (artiste) Kdam Eurovision 2014 (chanson) | 11 janvier 2014 (artiste) 5 mars 2014 (chanson)      |
| 22    | 2010  | Oslo       | Slovaquie   | Kristina                           | Horehronie              | Slovaque           | 07    | 20976  | Eurosong 2010                                              | 27 février 2010                                      |
| 23    | 2006  | Athènes    | Belgique    | Kate Ryan                          | Je t'adore              | Anglais, français  | 04    | 22322  | Eurosong '06                                               | 19 février 2006                                      |
| 24    | 2015  | Vienne     | Tchéquie    | Marta Jandová et Václav Noid Bárta | Hope Never Dies         | Anglais            | 18    | 11851  | Sélection interne                                          | 31 janvier 2015 (artistes) 10 mars 2015 (chanson)    |
| 25    | 2016  | Stockholm  | Islande     | Greta Salóme                       | Hear Them Calling       | Anglais            | 01    | 32007  | Söngvakeppnin 2016                                         | 20 février 2016                                      |
| 26    | 2014  | Copenhague | Portugal    | Suzy                               | Quero ser tua           | Portugais          | 10    | 19440  | Festival da Canção 2014                                    | 15 mars 2014                                         |